# Cambessedesia
Cambessedesia é um género botânico pertencente à família Melastomataceae.